# Tour de l'Ardèche 2016
De 14e editie van de wielerwedstrijd Tour de l'Ardèche vond in 2016 plaats van 1 tot en met 6 september. De start was in La Voulte-sur-Rhône en de finish in Cruas. De ronde stond op de UCI-kalender voor vrouwen, in de categorie 2.2. Titelverdedigster Tayler Wiles werd opgevolgd door de Braziliaanse Flávia Oliveira namens de Belgische ploeg Lares-Waowdeals.

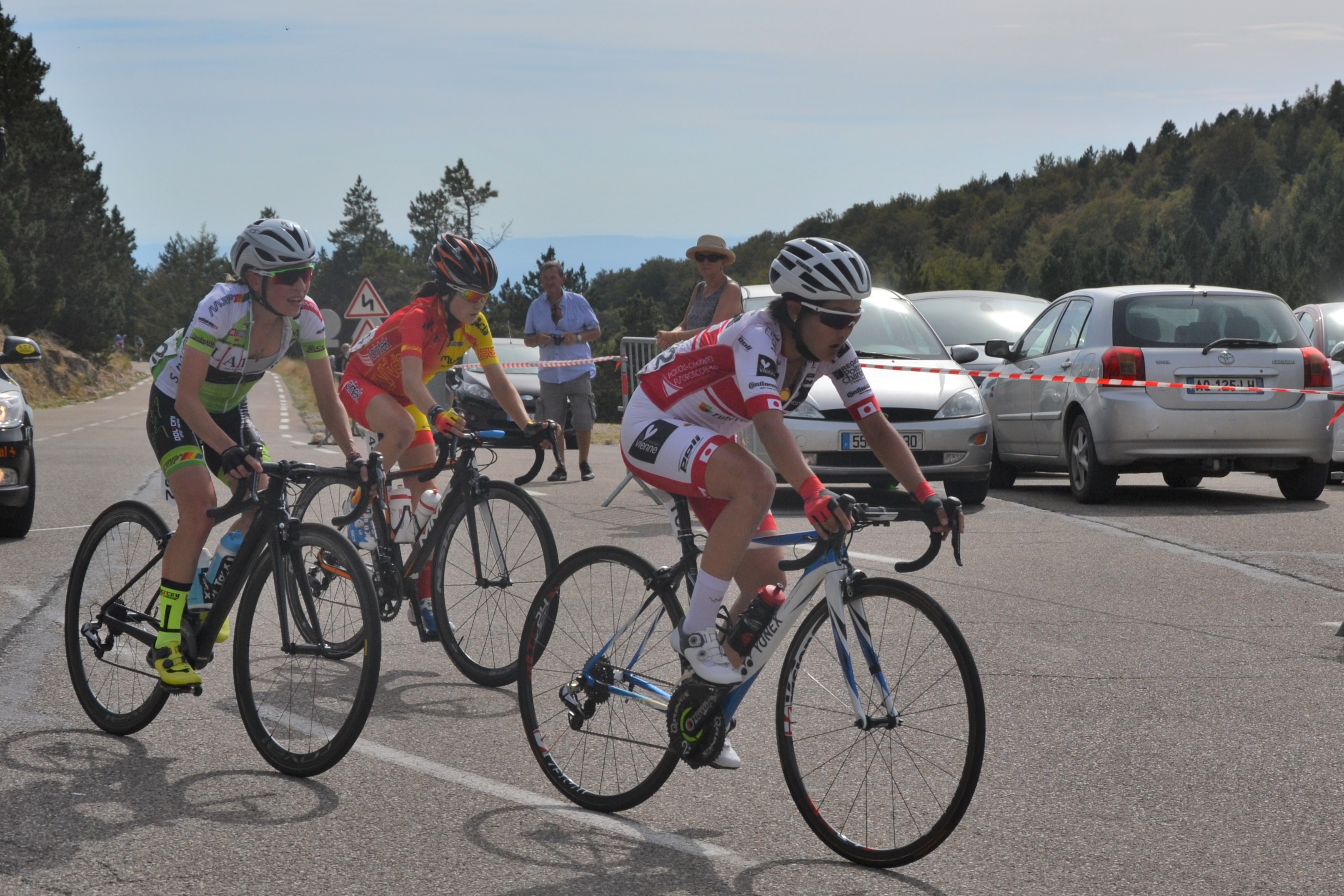
Flávia Oliveira, Eider Merino en Eri Yonamine op de Mont Ventoux in rit drie.

## Deelnemende ploegen
| UCI-teams          | UCI-teams                       | Nationale selectie | Clubteams                   |
| ------------------ | ------------------------------- | ------------------ | --------------------------- |
| Alé Cipollini      | Poitou-Charentes.Futuroscope.86 | Noorwegen          | Chirio-Tre Colli-Casa Giani |
| BePink             | Servetto Footon                 | Oekraïne           | DN 17 Poitou-Charentes      |
| Drops Cycling Team | Top Girls Fassa Bortolo         | Polen              | Conade Visit Mexico         |
| Inpa-Bianchi       | Visit Dallas DNA                | Spanje             | Jos Feron Lady Force        |
| Lares-Waowdeals    | Weber Shimano Ladies Power      |                    |                             |

## Etappe-overzicht
| Etappe | Datum       | Start                     | Finish              | Type                | Afstand  | Winnaar             | Klassementsleider   |
| ------ | ----------- | ------------------------- | ------------------- | ------------------- | -------- | ------------------- | ------------------- |
| 1      | 1 september | La Voulte-sur-Rhône       | La Voulte-sur-Rhône | Vlakke rit          | 82,7 km  | Katarzyna Pawłowska | Katarzyna Pawłowska |
| 2      | 2 september | Privas                    | Villeneuve-de-Berg  | Heuvelrit           | 129,4 km | Katarzyna Pawłowska | Katarzyna Pawłowska |
| 3      | 3 september | L'Isle-sur-la-Sorgue      | Mont Ventoux        | Bergrit             | 94,9 km  | Anna Kiesenhofer    | Anna Kiesenhofer    |
| 4      | 4 september | Florac                    | Mont Lozère         | Bergrit             | 126,4 km | Flávia Oliveira     | Flávia Oliveira     |
| 5a     | 5 september | La Bégude-de-Mazenc       | Charols             | Individuele tijdrit | 7,7 km   | Edwige Pitel        | Flávia Oliveira     |
| 5b     | 5 september | Puy-Saint-Martin          | Saulce-sur-Rhône    | Heuvelrit           | 87,4 km  | Alison Jackson      | Flávia Oliveira     |
| 6      | 6 september | Saint-Sauveur-de-Montagut | Cruas               | Heuvelrit           | 95,2 km  | Doris Schweizer     | Flávia Oliveira     |

## Klassementenverloop
| Etappe       | Winnaar             | Algemeen klassement · | Puntenklassement ·  | Bergklassement · | Jongerenklassement · | Ploegenklassement |
| ------------ | ------------------- | --------------------- | ------------------- | ---------------- | -------------------- | ----------------- |
| 1            | Katarzyna Pawłowska | Katarzyna Pawłowska   | Katarzyna Pawłowska | Irene Bitto      | Iris Sachet          |                   |
| 2            | Katarzyna Pawłowska | Katarzyna Pawłowska   | Katarzyna Pawłowska | Lex Albrecht     | Sofia Bertizzolo     |                   |
| 3            | Anna Kiesenhofer    | Anna Kiesenhofer      | Katarzyna Pawłowska | Lex Albrecht     | Kseniya Tuhai        |                   |
| 4            | Flávia Oliveira     | Flávia Oliveira       | Katarzyna Pawłowska | Flávia Oliveira  | Kseniya Tuhai        |                   |
| 5a           | Edwige Pitel        | Flávia Oliveira       | Edwige Pitel        | Flávia Oliveira  | Kseniya Tuhai        |                   |
| 5b           | Alison Jackson      | Flávia Oliveira       | Edwige Pitel        | Flávia Oliveira  | Kseniya Tuhai        |                   |
| 6            | Doris Schweizer     | Flávia Oliveira       | Edwige Pitel        | Flávia Oliveira  | Kseniya Tuhai        |                   |
| 0Eindstanden | 0Eindstanden        | Flávia Oliveira       | Edwige Pitel        | Flávia Oliveira  | Kseniya Tuhai        |                   |

2003 · 2004 · 2005 · 2006 · 2007 · 2008 · 2009 · 2010 · 2011 · 2012 · 2013 · 2014 · 2015 · 2016 · 2017 · 2018 · 2019 · 2020 · 2021 · 2022 · 2023 · 2024